# Psychonautika

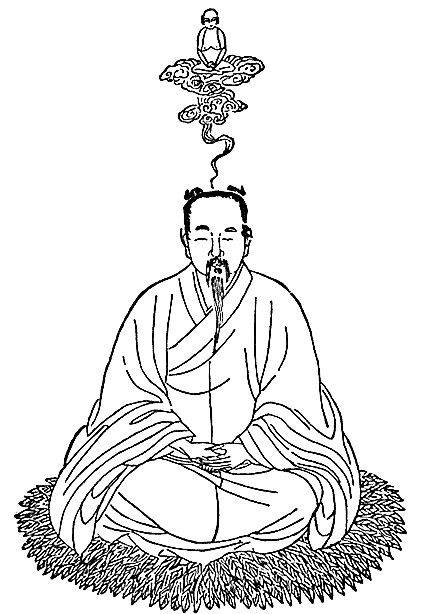
Ilustrace z „Tajemství zlaté květiny“, čínské knihy alchymie a meditace.

Psychonautika (z řeckého (psychē „duše/duch/mysl“) a (naútēs „námořník/navigátor“) – námořník mysli/duše) odkazuje k metodologii pro popis a vysvětlení subjektivních efektů změněných stavů vědomí, včetně těch vyvolaných mysl pozměňujícími látkami, a k výzkumnému paradigmatu, ve kterém se výzkumník dobrovolně ponořuje do změněného stavu za použití takovýchto technik, jakožto způsobu výzkumu lidské zkušenosti a existence.
Termín je používán pro pojmenování všech aktivit, sloužících pro navození změněných stavů vědomí se spirituálními záměry a s cílem průzkumu lidství, včetně šamanismu, lamaismu tibetské buddhistické tradice, smyslové deprivace a archaických/moderních uživatelů drog, kteří užívají entheogeny za účelem získání hlubších vhledů a spirituálních zkušeností.
Osoba, která užívá změněných stavů vědomí pro takový průzkum, se označuje jako psychonaut.

## Významní psychonauti
| - William S. Burroughs - Carlos Castaneda - Peter J. Carroll - Aleister Crowley - Ram Dass - Philip K. Dick - Havelock Ellis - Antonio Escohotado - Stanislav Grof - Albert Hofmann - Aldous Huxley - Jack Kerouac - Ken Kesey - Timothy Leary - John Lilly - Alexander Shulgin |  | - William James - Fitz Hugh Ludlow - Terence McKenna - Robert Monroe - Grant Morrison - Victor Pelevin - Daniel Pinchbeck - Alexander Shulgin - Huston Smith - Rick Strassman - D. M. Turner - Alan Watts - Robert Anton Wilson - William White - Pavel David - Martin Odehnal |